# Ланье, Сьюзан
Сьюзан Ланье-Брамлетт, более известная как Сьюзан Ланье, — американская актриса.

## Ранние годы
Урождённая Сьюзен Джин Энгледоу в Далласе, штат Техас, в семье Джина и Дороти Ланье Энгледоу, она переехала в Нью-Йорк в 1967 году, чтобы делать актёрскую карьеру. Обучалась в Нью-Йоркском университете. После появления в многочисленных бродвейских постановках, телевизионных рекламных роликах и независимых фильмах, под именем Джин Ланье, переехала в Лос-Анджелес в 1974 году.

## Карьера
Ланье появилась как приглашённая актриса в сериале «Добро пожаловать обратно, Коттер», она сыграла кокетливую ученицу по имени Бэмби, которая сначала делает шаг к Гейбу. В 1970-х годах она появлялась в качестве приглашённой звезды в таких шоу, как «Барнаби Джонс», «Женщина Электра и Девушка Дайна», «Алиса», «Женщина-полицейский» и «Восьми достаточно» .
В 1976 году вместе с Джоном Риттером и Джойс ДеВитт снялась во втором пилотном проекте Трое — это компания для канала ABC. Ланье, изначально выбранная продюсерами для роли нововведённого персонажа Крисси Сноу, заменила Сюзанну Зенор в актёрском составе, когда персонажи, непосредственно основаны на оригинальном британском ситкоме «Человек о доме», были выведены из сериала, но затем Ланье персонаж Сюзанны Сомерс был возвращён. В 1977 году Ланье снялась в культовом хорроре Уэйса Крейвена «У холмов есть глаза» . Она также снималась в роли Сэнди Чендлер в телесериале Szysznyk с 1977—1978 год.
Она регулярно снималась в сериалах «Tony Orlando and Dawn’s Rainbow Hour» в течение сезона на канале CBS, делая стендап и комедийные зарисовки с гостями шоу. В конце 1970-х Ланье играла в The Ahmanson Theatre в Лос-Анджелесе в постановке Теннесси Уильямса (с которым она, как и актриса Дайан Лэдд, состоит в родстве) «Ночь игуаны ", в которой также был занят Ричард Чемберлен .
В 1980-х у Ланье была собственная кантри-блюз-группа, и она выступала в клубах Лос-Анджелеса. Написала музыку со своим будущим и ныне покойным мужем, легендарным рок- и блюзовым исполнителем Делани Брамлеттом, автором «Superstar» и «Never Ending Song of Love». 
Ланье продолжала сниматься в кино, таком как " Мадам X " (1981), «Ночь, когда рухнул мост» (1983) и «Ее жизнь как мужчина» (1984), а также неоднократно появлялась на телевидении в мыльной опере «Дни нашей жизни». и ситкоме «Так мало времени» с сёстрами Олсен . В 2003 году она снялась в лос-анджелесской постановке «Последний из ангелов хонки-тонк» . 

## Личная жизнь
Ланье был замужем за музыкантом Делани Брамлеттом; она была третьей женой Брамлетта после его развода с Бонни Брамлетт и Ким Кармел Брамлетт. Делани умер в 2008 году от осложнений после операции на желчном пузыре .
Ланье является матерью Дилана Томаса, гитариста групп The Dickies и 45 Grave. 

## Фотограф
Ланье стала фотографом-портретистом, её работы были использованы для журналов, обложек книг и альбомов, а в 2005 году она была признана одним из десяти лучших фотографов Лос-Анджелеса по версии Backstage West.